# 保田大吉
保田 大吉（やすだ だいきち、旧姓・尼子、1873年（明治6年）4月 - 没年不明）は、日本の酒・醤油醸造家、醤油「龜甲保」、清酒「園の白菊」の醸造元、実業家。谷口印刷、宮島ホテル各監査役。族籍は広島県平民。

## 人物
広島県広島市出身。尼子忠蔵の弟、尼子英次郎の二男。保田家に入籍した。資性温厚で社交に長じ、頭脳明晰であり敏腕の聞こえがあった。養父・八十吉の声望と事業を享けて日夜奮闘した。衆望を担い、多数銀行会社の重役だったほか広島県酒造組合広島支部長、広島商業会議所常議員として令名があった。住所は広島市京橋町。

## 家族・親族
保田家
- 養父・八十吉[2]（1843年 - 1919年、広島銀行頭取）
- 妻・キチ（1882年 - ?、広島、保田二吉の姉）[8]
- 長男・七兵衛[9][10]（1892年 - ?、前名・東介[1]、広島県多額納税者[7]、縄屋、酒、醤油醸造業[9][11]、広島商業会議所議員[10]） - 1921年に家督を相続する[8]。趣味は酒[11]。
  - 同妻・ツネ（1894年 - ?、愛媛、木村徳次郎の妹）[8]
  - 同男（1923年 - ?）[8]
- 長女・順（1906年 - ?）[1]
- 二女・朝（1909年 - ?）[1]
- 二男・仲蔵（1912年 - ?）[1]
- 三男・守吉（1914年 - ?）[1]
- 四男（1916年 - ?）[1]

親戚
- 尼子忠蔵（醤油商、第六十六銀行取締役）
- 保田二吉（家主） - 住所は牛田[9]。